# Nostocales
Nostocales (ностокалес) је ред прокариотских модрозелених бактерија (алги). Према традиционалној класификацији припада класи Hormogoniophyceae, мада тренутно систематизација модрозелених бактерија није довршена, тако да су класе спорне. Врсте из овога реда се налазе на трихалном (кончастом) ступњу организације. Ћелије у кончастим телима међусобно комуницирају преко плазмодезми. Кончасто тело је увек саграђено од ћелија распоређених у једном низу, и оно може бити обавијено слузавим омотачем (саром) или без њега. У концима се налазе хетероцисте, а често и споре. Кончасто тело је неразгранато или се привидно грана. Имају способност везивања атмосферског азота.

## Подела
У овом реду се налазе следеће породице.
| Породице | Родови |
| -------- | ------ |
|          | •      |
|          | •      |
|          | •      |
|          | •      |